# 山口電視台
山口電視台（日语：／ Terebi Yamaguchi */?）是日本的一家播出范圍為山口縣的電視台，簡稱tys（。山口電視台總部位於山口市，開播于1970年4月1日，為山口縣內第二家商業電視台。山口電視台的識別呼號為JOLI-DTV，遙控器號碼是3頻道，是JNN聯播網成員。

## 資本構成
下表列出2021年3月31日時山口電視台的主要股東:431：
| 資本金        | 發行股份總數 | 股東數 |
| ------------- | ------------ | ------ |
| 4億9500萬日元 | 990,000股    | 32     |

| 股東             | 持股數    | 比例   |
| ---------------- | --------- | ------ |
| 山口豐田汽車     | 229,275股 | 23.16% |
| TBS控股          | 125,000股 | 12.62% |
| UBE              | 125,000股 | 12.62% |
| 每日新聞社       | 108,000股 | 10.90% |
| 讀賣新聞大阪本社 | 60,000股  | 06.06% |
| 山口縣政府       | 50,000股  | 05.05% |

## 歷史
自郵政省開放UHF頻率用於無線電視播出後，日本各地出現申請開播UHF電視台的熱潮。山口縣亦有西部放送、山口綜合電視台、TV山口放送、防長放送、TV山口、山口朝日放送、山口每日放送、山口產經電視台、山口中央電視台九家公司申請獲得電視播出執照:9。因一縣當時僅頒發一個UHF電視台的播出執照，山口縣政府遂出面調整，試圖整合這些申請:9。山口縣出身的時任日本首相佐藤榮作亦參與了整合作業:10。最後九家公司在1968年11月19日同意僅保留山口中央電視台的申請，其它八家公司則以入股山口中央電視台的方式參與:10-11。同年11月29日，山口中央電視台獲得預備播出執照，成為日本第二批獲得播出執照的商業UHF電視台之一:13。1969年1月20日，山口中央電視台舉辦了發起人會，正式成立公司:18-21。同年9月，山口中央電視台決定將公司名稱變更為山口電視台，英文簡稱定為TYS:21。山口電視台最初計劃將總部設在防府市內，但後因縣廳所在地的山口市利於新聞取材而決決定將總部設在山口市:22-23。在開播前夕，山口電視台公開徵集台標設計，吸引多達3704個設計方案投稿:38。同時山口電視台還啟用了以紫色為底色的社旗，以及由小林亞星作曲的TYS之歌:38。
選擇加盟聯播網是山口電視台在開播初期最大的課題。由於山口縣內第一家商業電視台山口放送加盟日本電視台系列的NNN，因此JNN、FNN和ANN就成為了山口電視台的選擇:43。當時FNN系列的核心局富士電視台對擴大聯播網非常積極，而東京放送（TBS）則因在山口縣兩鄰已有中國放送和RKB每日放送兩家JNN加盟台而對山口電視台的加盟較為消極:43。但因JNN在當時日本商業電視的新聞報道領域獨占鰲頭，最後山口電視台決定加入JNN，但新聞以外的節目則同時自FNN和ANN系列獲得:44-45。1969年12月25日，山口電視台開始試播:60-61。
1970年4月1日早晨6時30分，山口電視台正式開播:78-81。在開播初期，山口電視台35%的節目來自東京放送、22%來自富士電視台、10%來自NET電視台、33%是自製節目:81。山口電視台最初主要覆蓋下關、山口兩市附近，但在開播當年即在柳井市等地開設轉播站，擴大可收視範圍:98-102。1973年2月1日，山口電視台實施了增資，資本金增加至5億日元:128。
1978年7月，由於和山口放送達成新聞素材交換的協議，朝日電視台（NET電視台的後身）宣布停止向山口電視台供給節目，山口電視台加入的聯播網減少為兩個（JNN和FNN）:232-233。在開播10週年的1980年，山口電視台舉辦了畢卡索展等眾多活動:262-265，並且前往西班牙和澳大利亞進行海外取材，製作了特別節目:266-274。
1987年3月，富士電視台對山口電視台要求聯播富士電視台的至少一檔新聞節目，否則將要求山口電視台退出FNN:114。這一年TBS計劃在平日晚間22時播出帶狀新聞節目，但山口電視台週一及週二22時原本播出富士電視台系列加盟台關西電視台的節目。富士電視台以此作為契機，逼迫山口電視台決定是否完全加盟FNN或退出FNN:115-116。最後山口電視台決定退出FNN，在1987年10月成為JNN的完全加盟台:117:504。
1980年代後期，山口電視台先後和中國山東電視台、澳洲NBN電視台、南韓釜山文化廣播簽署合作協議，在國際化上有重大進展:411-414。1988年11月，山口電視台工會成立:417-420。翌年山口電視台導入了SNG系統，新聞通訊效率大幅提高:425-428。在開播20週年之際，山口電視台於1990年在山口縣立美術館舉辦了印象派·後期印象派展，又在翌年舉辦了秘魯黃金博物館展:435-441。
山口電視台在2006年10月1日開始播出開始播出數位電視，並在2011年7月24日停止播出類比電視。2020年3月28日，山口電視台的新總部大廈竣工。2023年11月15日，由於工會和資方之間圍繞冬季獎金的交涉決裂，山口電視台工會時隔31年發起了48小時罷工。

## 節目
山口電視台在1975年開始播出《TYS傍晚新聞秀》，播出時間是每週一至週五的18時，這也是山口電視台第一個自製大型帶狀新聞節目:157-165。1985年，這一節目被《TYS新聞6》取代:157-166。現在山口電視台在平日傍晚播出的自製帶狀新聞節目是《mix》。2005年開始在週六早晨播出的《週末Chigumaya家族》是山口電視台另一大型自製節目，節目內容以介紹山口縣本地資訊為主。

## 外部連結
- Home （页面存档备份，存于） - tys山口電視台
- YouTube上的テレオンチャンネル頻道
- tys山口電視台 宣傳部的X（前Twitter）
- tys山口電視台的Facebook專頁
- 山口電視台的Instagram帳戶